# 纳特

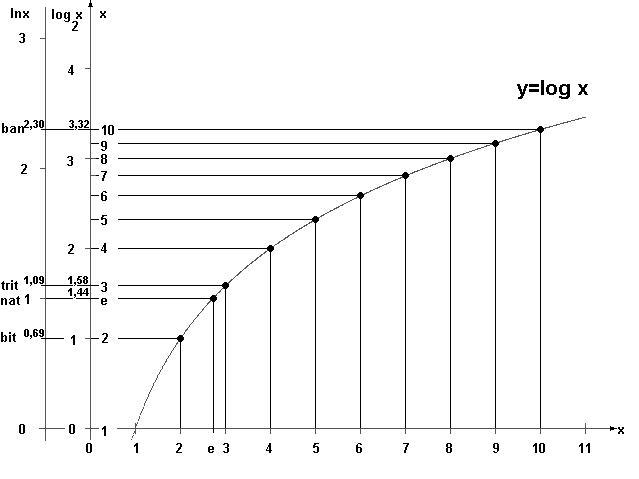
这是随着x的变化，不同信息量单位的变化情况。

奈特（nat，或称nit或nepit）又称纳特，是信息论熵 (資訊理論)的单位之一。以自然对数为底，而不是以2为底的对数。表达式为:{\displaystyle I_{e}=-\ln {p_{i}}}。
1纳特相当于1.44（lb e）比特或0.434（lg e）哈特雷，以及k J/K。